# Araneus carroll
Espèce
Araneus carroll est une espèce d'araignées aranéomorphes de la famille des Araneidae.

## Distribution
Cette espèce est endémique d'Arkansas aux États-Unis,.

## Description
La femelle holotype mesure 4,0 mm.

## Étymologie
Son nom d'espèce lui a été donné en référence au lieu de sa découverte, le comté de Carroll.

## Publication originale
- Levi, 1973 : Small orb-weavers of the genus Araneus north of Mexico (Araneae: Araneidae). Bulletin of the Museum of Comparative Zoology at Harvard College, vol. 145, p. 473-552 (texte intégral).